# Йохан Листинг
Йохан Бенедикт Листинг (на немски: Johann Benedict Listing) е германски математик и физик, преподавател в известния Гьотингенски университет.

## Биография
Роден е във Франкфурт на Майн, в бедно семейство от чешки произход.
Въпреки че показва завидни заложби в изкуствата и е единствено дете, родителите нямат достатъчно средства за обучението му и поради това дарителски фондации осигуряват нужните финансови средства. Листинг постъпва в Гьотингенския университет през 1830 г. Като студент, воден от разностранни си интереси, посещава курсове в различни дисциплини. Математика учи при Карл Фридрих Гаус, който бързо забелязва талантливия студент и го приобщава в кръга от учени около себе си, където по-късно остава като учен.
Именно Гаус става рецензент на дисертацията на Листинг „De superficiebus secundi ordinis“ („Върху повърхнините от втори род“). От Гаус Листинг научава начални положения от топологията. Трудът на Листинг от 1847 - „Vorstudien zur Topologie“ („Изследвания по топология“) дава модерното название на предмета, известен преди това като геометрия на положението (analysis situs или geometria situs). През 1862 г. публикува втория си труд по топология, озаглавен Der Census raumlicher Complexe oder Verallgemeinerung des Euler'schen Satzes von den Polyedern(Преброяването на пространствените комплекси или обобщение на формулата на Ойлер за полиедри), където получава формулата на Ойлер за някои четиримерни симплициални комплекси. Той е също така сред спомогналите за началото на модерната офталмология с публикацията си върху физиологичната оптика от 1845 г.
Освен термина топология, Листинг въвежда в употреба още: ентропично явление (вж. ентропия), възлова точка и хомоцентрична светлина (в оптиката), телескопична система (вж. телескоп), геоид и микрон.

## Семейство
През 1846 г. Листинг се жени за Паулине Елверс. Има 2 дъщери, родени съответно през 1848 и 1849 г. Често семейството изпада във финансови затруднения вследствие на не добре планирани разходи. Паулине дори е изправяна пред съд заради неплатени кредити и недобро отношение към домашни помощници. Винаги са спасявани от високопоставени семейни приятели. В резултат от държането на двойката в обществото Листинг не получава адекватното признание и уважение от колегите си.